# Vărăști (okręg Călărași)
Vărăști – wieś w Rumunii, w okręgu Călărași, w Dorobanțu. W 2011 roku liczyła 1005 mieszkańców.